# Символы Азербайджана
Символы Азербайджана — это эмблемы азербайджанской нации.

## Символы Азербайджанской Республики
| Флаг Азербайджана                                                                       | Трёхцветный флаг        | Флаг представляет собой трёхцветное полотнище (триколор). Полосы (голубого, красного и зелёного цветов) расположены горизонтально. В центре флага на красной полосе размещены восьмиконечная звезда и полумесяц. Оба изображения белого цвета. Под голубым цветом подразумевается тюркизм, красный цвет отражает курс на модернизацию общества и развитие демократии, а зелёный цвет указывает на принадлежность основного населения страны к исламской вере. Полумесяц символизирует ислам, восьмиконечная звезда символизирует восемь ветвей тюркского народа. Имеет пропорции 2:1. | Утверждён 9 ноября 1918 г.   |
| Герб Азербайджана                                                                       | Герб                    | В центре герба изображены языки пламени, которые символизируют «Страну Огней». Символ огня также интерпретируется как арабское слово «Аллах» (араб. الله‎). Цвета, использованные на гербе, являются цветами национального флага Азербайджанской Республики. Восьмиконечная звезда символизирует восемь ветвей тюркского народа. Снизу расположен венок из колосьев пшеницы и ветвей дуба. Венок из колосьев символизирует богатство, плодородие. Ветви дуба символизируют древность страны. Щит на гербе означает защиту.                                                             | Утверждён 19 января 1993     |
|                                                                                         | «Марш Азербайджана!»    | Государственный гимн Азербайджанской Республики наряду с флагом и гербом является одним из государственных символов Азербайджана. Мелодия гимна написана в 1919 году азербайджанским композитором Узеиром Гаджибековым, слова принадлежат поэту Ахмеду Джаваду. | Утверждён 27 мая 1992        |
| \| \| \| \| Декларация независимости Азербайджанской Республики (на азерб. и фр.) \| \| | 28 мая                  | В этот день весь Азербайджан празднует историческое событие — день провозглашения независимости Азербайджанской Республики в 1918 году. 28 мая является национальным праздником. | Празднуется с 28 мая 1992 г. |
| Медаль «Золотая Звезда»                                                                 | Медаль «Золотая Звезда» | Медаль Национального Героя Азербайджана. Высшая степень отличия Азербайджанской Республики. Присуждается за личное мужество и отвагу, проявленные при защите суверенитета и территориальной целостности Азербайджанской Республики, обеспечение безопасности мирного населения. | Учреждён 25 марта 1992 г.    |
|                                                                                         | Орден Гейдара Алиева    | Высшая награда Азербайджанской Республики. Граждане Азербайджанской Республики награждаются орденом за исключительные заслуги, послужившие прогрессу, росту величия и славы Азербайджана; отвагу и доблесть при защите Родины, охране государственных интересов Азербайджанской Республики. | Учреждён 22 апреля 2005 г.   |
|                                                                                         | Орден «Шах Исмаил»      | Высший военный орден Азербайджанской Республики. Орденом награждаются за особые заслуги в организации и укреплении Вооружённых Сил Азербайджанской Республики; за особые заслуги в обеспечении территориальной целостности и безопасности Азербайджанской Республики; за выдающуюся полководческую деятельность; за особые заслуги в ликвидации последствий чрезвычайных ситуаций в республике. | Учреждён 6 декабря 1993 г.   |
|                                                                                         |                         | |                              |
| Декларация независимости Азербайджанской Республики (на азерб. и фр.)                   |                         | |                              |

## Неофициальные символы
| Изображение                                      | Название              | Описание |
| ------------------------------------------------ | --------------------- | --- |
| Храм огнепоклонников «Атешгях»                   | Страна огней          | Девиз Азербайджана. Земля Азербайджана издавна была известна как «Страна огней» благодаря естественным выходам горящего газа (в связи с наличием нефтяных месторождений). С этим феноменом были связаны религиозные представления огнепоклонников. Так, на окраине селения Сураханы расположен храм огнепоклонников-зороастрийцев Атешгях («Место огня»), где горящий газ выходит с древних времён. Сегодня символ огня и пламени широко используется по всей стране. Огонь и сегодня считается символом Азербайджана. |
| Девичья башня                                    | Девичья башня         | Древняя крепостная постройка у прибрежной части «Старого города» — Ичери-шехер в Баку. Башня является одним из важнейших компонентов приморского «фасада» столицы. О возникновении Девичьей башни ходит много легенд, большинство из которых связано со значением слова «дева». Строилась башня в два этапа: первый предположительно относится к доисламской эре, а надпись с указанием имени архитектора принадлежит к более позднему времени, очевидно, XII веку. Её можно встретить на картинах известных художников, башне посвящены поэма, фильм и балет. В 1964 году Девичья башня стала музеем, а в 2000 года была включена в список объектов Всемирного наследия ЮНЕСКО. |
| Наскальные рисунки Гобустана                     | Гобустан              | Археологический заповедник к югу от Баку, представляющий собой равнину. Известен культурным пейзажем наскальных рисунков. Рисунки были найдены на трёх участках скалистого плато, а обнаруженные здесь же некогда обитаемые пещеры, следы поселений и усыпальницы указывают на густую заселённость этой территории в период между верхним палеолитом и средневековьем. В 1966 году Гобустан был объявлен заповедником, а в 2007 году культурный ландшафт наскальных рисунков Гобустана был включён в список памятников мирового культурного наследия ЮНЕСКО. |
|                                                  | Гранат                | Гранат является символом Азербайджана Символизирует плодородие и богатство. Это объясняется тем, что гранатовые деревья увешаны плодами круглый год. В дни сбора граната в Азербайджане ежегодно проходит фестиваль, известный также как «Праздник граната». Праздник граната (азерб. Nar bayramı) — праздник, который ежегодно отмечается в Азербайджане в дни сбора граната. В дни праздника в городе Геокчай, считающегося центром гранатоводчества Азербайджана, проводятся выставки, где садоводы демонстрируют различные сорта граната, гранатовые соки, варенья и т. д. Испокон веков гранат является источником дохода местных жителей. Азербайджан считается единственной страной, где растут все сорта граната. Так, 4 тысячи гектаров в Геокчайском районе гранатовых садов ежегодно дают около 30 тысяч тонн. В Азербайджане о гранате также сочиняют стихи, слагают песни. |
| Алим Гасымов исполняет мугам                     | Мугам                 | Традиционный музыкальный жанр, характеризующийся большой степенью импровизации. Мугам в Азербайджане исполняется обычно в сопровождении трио сазандарей, в состав которых входят: тарист, кеманчист и бубнист. Часто бубнист сам является и певцом (ханенде). Тематика мугамов чаще всего ограничивается сферой лирики — любовной и философской. Поэтическими текстами мугамов, как правило, являются газели таких классиков, как Низами, Физули, Хагани, Видади, Насими, Самеда Вургуна, Молла Панаха Вагифа, Алиаги Вахида и др. В 2008 года мугам был включён в список шедевров устного и нематериального культурного наследия ЮНЕСКО. |
| Карабахский жеребец на картине Николая Сверчкова | Карабахская лошадь    | Горная верховая лошадь очень древнего происхождения, выведенная в Нагорном Карабахе. Формировалась под влиянием древних иранских, туркменских, а затем арабских лошадей. Оказала влияние на верховое коневодство Юга России и некоторых стран Западной Европы (Польши, Франции). Использовалась для улучшения местных лошадей Закавказья. Племенная работа с Карабахской лошадью велась некогда в Агдамском конном заводе Азербайджанской ССР. В настоящее время для популяции Карабахской породы в Азербайджане функционирует 2 коневодческих завода — в селе Лямбаран Бардинского района и в Акстафе. Помимо этого, наряду с государственными в республике функционирует ряд частных предприятий. |
| Тар                                              | Тар                   | Тар представляет собой щипковый струнный музыкальный инструмент с длинной шейкой. Исполнительство на таре, а также искусство его изготовления развито по всей территории Азербайджана. Навыки, связанные с этой традицией играют значительную роль в формировании культурной идентичности азербайджанцев. Тар считается музыкальным символом Азербайджана. В 2012 году азербайджанское искусство игры на таре и мастерство его изготовления было включено в список шедевров устного и нематериального культурного наследия ЮНЕСКО. |
| Азербайджанский ковёр ширванской школы           | Азербайджанские ковры | Ковроделие является самым распространённым классическим видом ремесла в Азербайджане. Основные центры ковроделия — Куба, Ширван, Гянджа, Казах, Карабах, Баку с пригородными селениями. Азербайджанские ковры выделяются сочным колоритом, построенным на сочетании локальных интенсивных тонов. Ковроделие — часть семейной традиции, которая передается как устно, так и в ходе практических занятий. В 2010 году традиционное искусство ковроделия в Азербайджане было включено в список шедевров устного и нематериального культурного наследия ЮНЕСКО. Ковры также считаются символом азербайджанской нации. |
| Вышки на Нефтяных Камнях                         | Бута                  | Узор бута, известный в странах Востока на обширной территории, является характерной деталью азербайджанского национального орнамента. Мотив бута часто используется азербайджанскими мастерами; существует много разновидностей бута, некоторые из них имеют символическое значение. Сегодня этот узор широко используется в Азербайджана: на коврах, тканях, при декорировании зданий. Бута считается символом Азербайджана |
| Вышки на Нефтяных Камнях                         | Нефтяные вышки        | Ведущую отрасль экономики Азербайджана составляет нефтяная промышленность. Богатые залежи нефти в Азербайджане были известны давно. Первая в мире нефтяная скважина промышленным способом была пробурена в Баку (1848). В годы Великой Отечественной войны азербайджанские нефтяники производили до 80 % топлива всей страны. Старейшая в мире морская нефтяная платформа также расположена в Азербайджане (Нефтяные Камни). Нефть превратилась в символ Азербайджана. |

## Символы Азербайджанской ССР
| Изображение       | Название                 | Описание | Дата                        |
| ----------------- | ------------------------ | --- | --------------------------- |
| Флаг Азербайджана | Флаг Азербайджанской ССР | символ государственного суверенитета Азербайджанской ССР, нерушимого союза рабочих, крестьян и интеллигенции, дружбы и братства трудящихся всех национальностей республики, строящих коммунистическое общество. Государственный флаг Азербайджанской Советской Социалистической Республики представляет собой прямоугольное полотнище, состоящее из двух горизонтально расположенных цветных полос: верхней, красного цвета, составляющей три четверти ширины; и нижней, синего цвета, составляющей одну четвёртую ширины флага, с изображением в верхнем левом углу красной полосы, у древка, золотых серпа и молота и над ними красной пятиконечной звезды, обрамленной золотой каймой. Отношение ширины флага к его длине 1:2. | Утверждён 7 октября 1952 г. |
| Герб Азербайджана | Герб                     | государственный символ Азербайджанской Советской Социалистической Республики. Герб Азербайджанской ССР базируется на гербе Советского Союза. Был принят в 1937 году. Автором герба является художник-график Рубен Шхиян. Государственный герб Азербайджанской Советской Социалистической Республики представляет собой изображение серпа и молота, нефтяной вышки на фоне восходящего солнца, обрамленных венцом из хлопка и колосьев, с надписью на азербайджанском и русском языках: «Азербайджанская Советская Социалистическая Республика», «Пролетарии всех стран, соединяйтесь!» В верхней части герба − пятиконечная звезда.                                                                                               | Утверждён 14 февраля 1931   |
|                   | Гимн Азербайджанской ССР | государственный гимн Азербайджанской Советской Социалистической Республики в 1944—1992. В 1978 году текст гимна был переписан с тем, чтобы устранить из гимна упоминание о Сталине. | Утверждён 1944              |

## Символы Азербайджана на международных спортивных соревнованиях
На чемпионате мира по футболу 2012 среди девушек до 17 лет, эмблема, на которой в цветах национального флага изображена бута — широко используемый в азербайджанском искусстве узор в виде капли, символизирующий стилизованное изображение огня, была утверждена 19 июля этого же года..
На Европейских играх 2015 года, 23 ноября в бакинском отеле Hyatt Regency состоялась презентация логотипа Первых Европейских игр, автором которого был 35-летний Адам Юнисов. По задумке художника этот знак объединил в себе пять символов: огонь, воду, птицу феникс, элементы ковра и главный национальный фрукт — гранат. Юнисов, также присутствовавший на презентации, подчеркнул, что в своей работе при создании символа игр стремился к тому, чтобы «передать гордость азербайджанского народа и его готовность к приему европейской спортивной Олимпиады». Министр молодёжи и спорта Азербайджана Азад Рагимов заявил, что в логотипе отражена азербайджанская приверженность традициям гостеприимства. 25 ноября 2014 года Операционный комитет Европейских игр Баку 2015, на официальной церемонии торжественно представил образы Джейрана (газель) и Нара (гранат) в качестве официальных талисманов соревнований. Было отмечено, что джейран и гранат отражают историю Азербайджана и его перспективное будущее. Джейран станет культурным послом игр, давая гостям представление о богатом наследии Азербайджана, а нар будет символизировать единство в азербайджанском фольклоре и широко использоваться в красочном бренде Баку-2015. Джейран считается символом грации, природной красоты, изящества и чистоты в Азербайджане и охраняется государством. В свою очередь нар (гранат) — это любящий солнечный свет фрукт, являющийся символом жизни и энергии. Родиной этого фрукта в Азербайджане, считается Гёйчай, где ежегодно проводится традиционный Праздник граната.
На Исламских играх 2017 предварительный логотип и лозунг Исламиады-2017 был подготовлен организационным комитетом в мае 2013 года. Предварительный лозунг игр: «Солидарность — наша сила». В предварительном логотипе же были использованы национальные орнаменты и цвета флага Азербайджана. 12 мая 2016 года был представлен новый логотип и бренд игр. Логотип, который создали азербайджанские дизайнеры, отражает историю, наследие и культуру исламских государств. Основной же темой бренда мероприятия является «современное ковроткачество сквозь призму присущих большинству исламских государств богатых культурных традиций». Сами элементы бренда символизируют элементы азербайджанского ковроткачества и наскальную живопись Гобустана. 13 февраля 2017 года организационный комитет Исламских игр солидарности представил талисманы (маскоты) игр. Ими стали карабахские скакуны Инджа (İncə), олицетворяющая красоту и нежность, и Джасур (Cəsur), отличающийся свободолюбием и уверенностью в себе.